# هاري فيشر
هاري فيشر (بالإنجليزية: Harry Fisher)‏ هو لاعب كرة قاعدة أمريكي، ولد في 3 يناير 1926 في نيوبوري في كندا، وتوفي في 20 سبتمبر 1981 في واترلو في كندا.

## وصلات خارجية
- هاري فيشر على موقعبيزبول رفرنس.كوم (الدوري الرئيسي) (الإنجليزية)